# Макитрук, Филипп Макарович
Филипп Макарович Макитрук (1910—2001) — красноармеец Рабоче-крестьянской Красной Армии, участник Великой Отечественной войны, Герой Советского Союза (24.03.1945).

## Биография
Филипп Макитрук родился 1 сентября 1910 года в посёлке Данильченково (ныне — Лазовский район Приморского края). После окончания начальной школы работал трактористом, бригадиром, заведующим фермой в колхозе. В июле 1941 года Макитрук был призван на службу в Военно-морской флот СССР. С мая 1943 года — на фронтах Великой Отечественной войны.
К ноябрю 1944 года красноармеец Филипп Макитрук командовал отделением 125-го стрелкового полка 6-й стрелковой дивизии 53-й армии 2-го Украинского фронта. Отличился во время освобождения Венгрии. 7 ноября 1944 года Макитрук в числе первых переправился через Тису в районе села Кишкёре к юго-востоку от города Хевеш и принял активное участие в боях за захват и удержание плацдарма на вражеском берегу. В критический момент боёв он заменил собой выбывшего из строя командира взвода. Под его командованием взвод отразил шесть немецких контратак.
Указом Президиума Верховного Совета СССР от 24 марта 1945 года за «мужество и героизм, проявленные в Будапештской наступательной операции», красноармеец Филипп Макитрук был удостоен высокого звания Героя Советского Союза с вручением ордена Ленина и медали «Золотая Звезда».
Участвовал в советско-японской войне. После её окончания был демобилизован. Проживал в посёлке Преображение Лазовского района, работал в рыбном порту. Умер 5 ноября 2001 года.
Был также награждён орденами Отечественной войны I степени (06.04.1985) и Красной Звезды (30.09.1945), медалями.
Памятник Макитруку установлен в Преображении.